# قلعه آنهولت
قلعه آنهولت (به آلمانی: Burg Anholt) سازه‌ای است در استان نوردراین-وستفالن در شهر ایزلبورگ واقع در غرب آلمان.
با وجود اینکه واژه قلعه بر روی نام آنهولت می‌باشد اما در اصل این سازه یک شاتو (Château) است. این سازه در سده ۱۲ میلادی ساخته شد. 